# César Malan
César Malan (né le 7 juillet 1787 à Genève en République de Genève et décédé le 8 mai 1864 à Vandœuvres dans le canton de Genève) est un enseignant, pasteur protestant membre du Réveil, et compositeur de cantiques.

## Jeunesse et conversion
Henri Abraham César (ou César Henri Abraham) Malan appartient à une famille de huguenots originaire de Mérindol en Provence et réfugiée dans le canton de Vaud au début du XVIIIe siècle. Il naît à Genève, fils de Jacques-Imbert Malan, régent au Collège, et de Jeanne Jacqueline Prestreau.
Malan a grandi dans un milieu influencé par la philosophie des Lumières, ne prêtant que peu d'attention au christianisme. Si sa mère l'a quelque peu influencé quant à sa foi chrétienne, son père en revanche lui a enseigné le rationalisme tel qu'exprimé aux XVIIIe et XIXe siècles.
Après avoir terminé l'enseignement primaire, Malan se rend à Marseille dans l'objectif d'y étudier l'administration. Peu de temps après cependant, il se tournait vers le ministère religieux. Il fut ordonné pasteur en 1810 à Genève, à une époque où régnait une forte influence unitariste sur l'Église genevoise. Il se convertit à l'évangélisme en 1816.

## Enseignant puis missionnaire

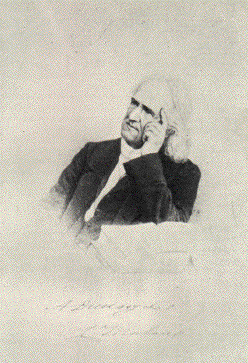
Au soir de sa vie.

Il enseigne le latin au Collège de Genève dès 1810. En 1811, il épouse Salomée Georgette Jeanne dite Jenny Schönenberger. Ils auront ensemble douze enfants dont César Malan fils (1821-1899).
Sous l'influence du mouvement du Réveil genevois, il fonde en 1820 l'Église du témoignage, de tendance calviniste bien qu'il n'en fût pas conscient. Il fait bâtir une chapelle dans le jardin de sa maison dans le faubourg du Pré-l’Évêque. Son but n'est pas de rompre avec l'Église nationale, mais il est cependant considéré comme un dissident et déchu de sa charge ecclésiastique en 1823, après avoir déjà perdu son enseignement au collège en 1818.
Il reste cependant très actif comme missionnaire. Il écrit des livres sur la doctrine chrétienne et compose des cantiques qui seront lus et chantés jusqu'aux Pays-Bas, en Angleterre, et chez les Vaudois du Piémont.

## Retraite
Dès 1857, il se retire dans la maison héritée de sa mère à Vandœuvres, dans la campagne genevoise. Il y passait déjà les étés dès 1848. Il y reçoit en 1862 la visite de la reine de Hollande. Malgré son âge avancé, il continue à améliorer ou à composer des cantiques.
Depuis fin 1863, il est retenu au lit par la maladie. Les deux derniers mois sont une lente agonie. Il meurt le 8 mai 1864.

## Œuvres
César Malan a produit des dizaines d'ouvrages, qui ont été traduits en de nombreuses langues.

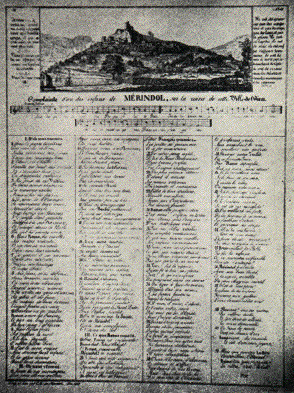
Complainte des martyrs de Mérindol.

Livres
- Contes du grand papa : pour enfants et jeunes gens, Mayence, J. Scholz, 1860ca, 159 p.
- Les grains de Sénevé ou recueil de traités religieux, d'entretiens et d'anecdotes évangéliques, Paris, L. R. Delay, 1844-1856?Sept volumes.

Opuscules
- L'Église du témoignage dans ses rapports de doctrine et de discipline avec l'ancienne Eglise de Genève, Genève, P.-A. Bonnant, 1855, 24 p.
- Nos yeux sont ouverts : quelques mots d'un ministre protestant à M. l'Abbé [Gaspard] Mermillod, vicaire à Genève, Genève, P.-A. Bonnant, 1851, 24 p.
- L'Église est indépendante de l'État ; ou développement de la quatrième thèse du programme de l'Assemblée religieuse convoquée à Lausanne, le 4 décembre 1844, Lausanne, Bonamici, 1845, 27 p.
- Les petits marchands de figures de plâtre, Genève, Société des traités religieux, 1819, 27 p.Six éditions jusqu'en 1884.

Partitions
- Soixante chants et chansons pieuses, écrits et mis en musique, pour les écoles chrétiennes et pour tout enfant qui aime le Seigneur, Genève, 18373e édition en 1847, augmentée de 50 chants nouveaux.
- Chants de Sion, ou, Recueil de cantiques d'hymnes, de louanges et d'actions de grâces, à la gloire de l'éternel, Paris, Pacini, 1832Cinq éditions entre 1832 et 1855. Aussi édité à Genève, chez Wolff Hauloch. Une première version avec un titre légèrement différent a paru vers 1828.

Éditions récentes
- Elle est à moi, je l'ai rachetée : Christ a racheté l'Église, et seulement elle, Chalon-sur-Saône, Europresse, 1998, 142 p.
- Les brebis du Berger l'écoutent, l'aiment et le suivent, Chalon-sur-Saône, Europresse, 1994, 31 p.
- La vraie croix : rencontre dans la montagne ; suivi de Lettre à un ami ; et Anecdote en Irelande [sic], Chalon-sur-Saône, Europresse, 1993, 109 p.

## Sources
La biographie de Gédéon Sabliet et l'article de Patrick Chenaux. Les articles du Dictionnaire historique de la Suisse et du Biographisch-Bibliographisches Kirchenlexikon. Worldcat et le catalogue collectif des bibliothèques romande rero.